# Wybory prezydenckie w Polsce w 2020 roku (pierwsze)
Wybory prezydenckie w Polsce w 2020 roku, tzw. wybory kopertowe – wybory prezydenckie w Polsce, wyznaczone na 10 maja 2020; II tura wyborów miała odbyć się dwa tygodnie później, tj. 24 maja; planowane głosowanie w I turze nie odbyło się.

## Ogłoszony termin przeprowadzenia wyborów
Zgodnie z art. 128 Konstytucji RP, wybory prezydenckie muszą odbyć się w dzień wolny od pracy przypadający między 75. a 100. dniem przed końcem kadencji urzędującego prezydenta. Ponieważ pięcioletnia kadencja Andrzeja Dudy kończyła się 6 sierpnia 2020, I tura w zwykłym terminie mogła zostać zarządzona na dzień wolny między 28 kwietnia a 23 maja 2020 (II tura odpowiednio między 12 maja a 6 czerwca 2020). Ostatecznie marszałek Sejmu Elżbieta Witek zarządziła wybory na 10 maja 2020. Głosowanie (I tura) miało odbyć się w godzinach 7:00–21:00. Jeśli żaden kandydat nie otrzymałby więcej niż połowy ważnych głosów, zgodnie z Konstytucją, 2 tygodnie później (czyli 24 maja) zostałoby przeprowadzone ponowne głosowanie, z udziałem dwóch kandydatów z najwyższą liczbą głosów otrzymanych w pierwszym głosowaniu.

## Wpływ pandemii COVID-19 na przebieg wyborów
W związku z epidemią COVID-19 w Polsce pojawiły się liczne głosy o konieczności przesunięcia daty wyborów. Taką potrzebę zauważyli m.in. kandydaci: Małgorzata Kidawa-Błońska, Robert Biedroń, Szymon Hołownia, Władysław Kosiniak-Kamysz, Krzysztof Bosak i Marek Jakubiak, a także konstytucjonaliści: profesorowie Marek Chmaj, Andrzej Zoll, Marcin Matczak, Ryszard Piotrowski czy Ewa Łętowska. W analizie przeprowadzonej dla Fundacji im. Stefana Batorego dotyczącej wpływu epidemii na proces wyborczy dr hab. Bartłomiej Michalak, prof. UMK, zaznaczył, iż zrealizowanie wyborów jest w praktyce niewykonalne.
W sprawie wypowiedzieli się również Rzecznik Praw Obywatelskich Adam Bodnar, podkreślając, że przeprowadzenie wyborów w planowanym terminie byłoby naruszeniem zdrowia i życia obywateli, oraz Sąd Najwyższy, zauważając, iż w sytuacji pandemii niemożliwe jest zebranie wymaganych 100 tys. podpisów pod kandydaturą. Ponadto ponad 550 uczonych, pracowników naukowych, lekarek i innych specjalistów medycznych w liście otwartym zaapelowało do władz o przełożenie planowanych na 10 maja wyborów. Sygnatariusze listu wezwali, by wybory zostały przeprowadzone w innym terminie, w warunkach niezagrażających zdrowiu i życiu obywateli.

### Powszechne głosowanie korespondencyjne
6 kwietnia do Sejmu wpłynął poselski projekt ustawy zakładający, iż wybory odbędą się jedynie w drodze głosowania korespondencyjnego. Tego samego dnia projekt po trzech czytaniach przegłosowano (230 posłów PiS było za) i skierowano do dalszych prac. 5 maja Senat podjął uchwałę o odrzuceniu ustawy.
27 kwietnia Biuro Instytucji Demokratycznych i Praw Człowieka Organizacji Bezpieczeństwa i Współpracy w Europie wydało opinię, w której poinformowało, że wybory prezydenckie w Polsce w proponowanej formie nie spełniają wymogów Organizacji Bezpieczeństwa i Współpracy w Europie, by zostać uznane za demokratyczne. Tego samego dnia Sąd Najwyższy wydał opinię uznającą, że projekt ustawy z 6 kwietnia, z racji trybu, w jakim został uchwalony przez Sejm, oraz z uwagi na jego liczne wady merytoryczne (w tym brak spójności z innymi aktami prawnymi), nie powinien być przedmiotem dalszych prac legislacyjnych.
Dzień później wspólny apel wystosowało ponad 400 pracowników naukowych, w tym m.in. dziekani Wydziałów Prawa i Administracji: Uniwersytetu Jagiellońskiego, Uniwersytetu Gdańskiego, Uniwersytetu Mikołaja Kopernika, Uniwersytetu Śląskiego i Uniwersytetu Szczecińskiego. W liście otwartym do władz podkreślili, iż planowane wybory nie będą tajne, powszechne oraz transparentne, co w efekcie może skutecznie podważać ich wynik. Ponadto sygnatariusze zaznaczyli, iż sposób procedowania projektu narusza kardynalne zasady prawidłowej legislacji, a także zaapelowali o nieprzeprowadzanie wyborów w formie sprzecznej z konstytucją.
W sprawie zabrali też głos byli prezydenci: Lech Wałęsa, Aleksander Kwaśniewski i Bronisław Komorowski oraz byli premierzy: Marek Belka, Jan Krzysztof Bielecki, Włodzimierz Cimoszewicz, Ewa Kopacz, Kazimierz Marcinkiewicz i Leszek Miller, zapowiadając, że nie zagłosują w wyborach prezydenckich. We wspólnym oświadczeniu przekazali:

Forsowane przez Prawo i Sprawiedliwość wybory korespondencyjne uchwalono wbrew Konstytucji i regulaminowi Sejmu. Nie będą ani powszechne, ani równe. Nie dają gwarancji, że wszyscy wyborcy otrzymają karty do głosowania. Stwarzają możliwości nielegalnego oddawania głosu za innych. Nie zapewniają tajności głosowania. Uniemożliwiają obywatelom skuteczną kontrolę uczciwości wyborów. Ich przeprowadzenie w czasie panującej epidemii stwarza zagrożenie dla życia i zdrowia obywateli.

Wcześniej bojkot wyborów zapowiedział inny były premier (a także były przewodniczący Rady Europejskiej, ówczesny przewodniczący Europejskiej Partii Ludowej) Donald Tusk.
6 maja prezesi dwóch partii należących do koalicji rządzącej, Jarosław Kaczyński (Prawo i Sprawiedliwość) i Jarosław Gowin (Porozumienie), pomiędzy którymi toczył się spór o ostateczne poparcie w Sejmie ustawy o głosowaniu korespondencyjnym, która umożliwiałaby głosowanie w maju, zobowiązali się do poparcia przez ich partie tej ustawy przy założeniu, że głosowanie nie odbędzie się w terminie majowym i przekonaniu, że zostaną wówczas rozpisane nowe wybory. Dzień później Sejm odrzucił uchwałę Senatu odrzucającą głosowanie korespondencyjne i skierował ustawę do prezydenta, który podpisał ją następnego dnia.

### Wnioski Poczty Polskiej o przekazanie spisu wyborców
23 kwietnia, w nocy o 2:26 polscy wójtowie, burmistrzowie i prezydenci miast otrzymali mailowo wnioski o przekazanie danych ze spisu wyborców (w tym numerów PESEL, kodów pocztowych, adresów zamieszkania, imion i nazwisk). Dane miały zostać udostępnione w formie dokumentu tekstowego (.txt) niezabezpieczonego hasłem w ciągu dwóch dni roboczych. Wpływające pisma pozbawione były podpisu elektronicznego; widniała jedynie informacja, iż nadawcą jest „Poczta Polska”. Wielu samorządowców, w tym m.in. prezydenci Warszawy, Bydgoszczy, Gdańska, Sopotu i Gdyni, zapowiedziało zawiadomienie prokuratury o możliwości popełnienia przestępstwa. Tego samego dnia rzeczniczka Poczty Polskiej potwierdziła autentyczność rozesłanych maili, a także zapowiedziała, że zostaną one powtórnie rozesłane ze stosownymi podpisami. Dane ze spisu wyborców zostały przekazane Poczcie Polskiej przez co najmniej 471 gmin.
W przesłanych wnioskach Poczta Polska zażądała udostępnienia danych wyborców, powołując się na art. 99 ustawy o szczególnych instrumentach wsparcia w związku z rozprzestrzenianiem się wirusa SARS-CoV-2 (Dz.U. z 2020 r. poz. 695). Jak ocenili m.in. prawnicy z Katedry Prawa Karnego Uniwersytetu Jagiellońskiego, poczta nie posiadała do tego wystarczającej podstawy prawnej, a jej czyn mógł nosić znamiona przestępstwa. 15 września 2020 Wojewódzki Sąd Administracyjny w Warszawie wydał – na podstawie skargi Rzecznika Praw Obywatelskich – wyrok stwierdzający, że decyzja premiera Mateusza Morawieckiego o wydaniu Poczcie Polskiej polecenia dotyczącego przygotowań do wyborów korespondencyjnych została wydana bez podstawy prawnej i z rażącym naruszeniem prawa i jest nieważna. Identyczny pogląd został przedstawiony przez NIK podczas publikacji raportu w sprawie procesu przygotowania wyborów prezydenckich. Fakt popełnienia przestępstwa przez włodarzy gmin przekazujących dane ze spisu wyborców został potwierdzony również przez Biuro Legislacyjne Kancelarii Senatu w treści uzasadnienia dla wprowadzającej amnestię tzw. ustawy abolicyjnej, podpisanej – ze wsteczną mocą obowiązywania – 20 grudnia 2022 przez Andrzeja Dudę.

### Sprawa wycieku kart wyborczych
29 kwietnia, 11 dni przed planowym terminem wyborów, jeden z kandydatów na urząd Prezydenta RP Stanisław Żółtek podczas konferencji prasowej zaprezentował kopie karty wyborczej z nazwiskami kandydatów oraz formularza do uzupełnienia danych wyborcy. Stwierdził, że uzyskał je od pracownika jednej z podkrakowskich firm, która otrzymała zlecenie pakowania zestawów wyborczych przed ich rozsyłką. Następnego dnia ukazał się artykuł w „Gazecie Wyborczej”, obarczający odpowiedzialnością za wyciek Ministerstwo Aktywów Państwowych zarządzane przez ministra Jacka Sasina. Ministerstwo Aktywów Państwowych zaprzeczyło tymże doniesieniom.
Polska Wytwórnia Papierów Wartościowych wydała oświadczenie, w którym stwierdziła:

Wprowadzone zabezpieczenia są podobne do tych stosowanych w dokumentach i drukach zabezpieczonych. Gwarantują też w sposób jednoznaczny możliwość weryfikacji autentyczności dokumentu. (...) karta wyborcza przygotowana i wytworzona na potrzeby tegorocznych wyborów prezydenckich będzie najlepiej zabezpieczoną kartą wyborczą w historii wyborów w Polsce.

Poczta Polska o wycieku kart poinformowała Agencję Bezpieczeństwa Wewnętrznego.

### Brak głosowania w przewidzianym terminie
W komunikacie Państwowej Komisji Wyborczej z 7 maja 2020 poinformowała ona, że głosowanie w dniu 10 maja nie odbędzie się, ponieważ PKW została w wyniku ustawy z 16 kwietnia tegoż roku pozbawiona kompetencji do ustalenia wzoru i zarządzenia druku kart do głosowania, które są koniecznym warunkiem do przeprowadzenia głosowania. W związku z tym powiadomiła, iż lokale wyborcze pozostaną zamknięte i uznała, że nie będzie obowiązywać cisza wyborcza. 10 maja, w dniu niedoszłego głosowania, PKW wydała uchwałę, w której dokonała interpretacji, że brak możliwości głosowania na kandydatów był równoznaczny z sytuacją braku kandydatów, w związku z czym do marszałka Sejmu będzie należało rozpisanie nowych wyborów. 3 czerwca marszałek Sejmu Elżbieta Witek zarządziła nowe wybory, z głosowaniem planowanym na dzień 28 czerwca 2020.

## Kalendarz wyborczy
Ogłaszając termin wyborów, zgodnie z art. 289 § 1 i art. 290 Kodeksu wyborczego marszałek Sejmu określała dni, w których upływają terminy wykonania czynności wyborczych przewidzianych w ustawie (kalendarz wyborczy). Postanowieniem Marszałka Sejmu Rzeczypospolitej Polskiej z dnia 5 lutego 2020 o zarządzeniu wyborów Prezydenta Rzeczypospolitej Polskiej (Dz.U. z 2020 r. poz. 184) ustalony został kalendarz wyborczy:
- 16 marca 2020 – termin zawiadamiania Państwowej Komisji Wyborczej o utworzeniu komitetu wyborczego
- 23 marca 2020 – termin powołania okręgowych komisji wyborczych
- 26 marca 2020 – termin złożenia wymaganych 100 tysięcy podpisów poparcia
- 10 kwietnia 2020 – termin na podanie do wiadomości publicznej informacji o numerach i granicach obwodów głosowania oraz siedzibach obwodowych komisji wyborczych
- 10 kwietnia 2020 – termin zgłaszania przez pełnomocników wyborczych kandydatów do obwodowych komisji wyborczych
- 20 kwietnia 2020 – podanie do publicznej wiadomości danych o kandydatach na prezydenta
- 25 kwietnia 2020 – początek emisji w mediach bezpłatnych spotów wyborczych
- 27 kwietnia 2020 – termin zgłaszania zamiaru głosowania korespondencyjnego przez wyborców niepełnosprawnych
- 4 maja 2020 – termin składania wniosków ws. głosowania przez pełnomocnika
- 5 maja 2020 – termin składania wniosków ws. głosowania poza miejscem zamieszkania
- 5 maja 2020 – termin składania wniosków o dopisanie do spisu wyborców w wybranym obwodzie głosowania
- 7 maja 2020 – termin składania wniosków o wpisanie do spisu wyborców na statkach morskich
- 7 maja 2020 – termin zgłaszania przez wyborców przebywających za granicą dopisania do spisu wyborców za granicą
- 9 maja 2020 (godz. 0:00) – koniec rozpowszechniania audycji wyborczych, początek tzw. ciszy wyborczej
- 10 maja 2020 – pierwsze głosowanie w godzinach 7:00–21:00

## Kandydaci na Prezydenta Rzeczypospolitej
Zgodnie z art. 296 ustawy z dnia 5 stycznia 2011 r. – Kodeks wyborczy (Dz.U. z 2022 r. poz. 1277, z późn. zm.), kandydatem na prezydenta Rzeczypospolitej mogła być osoba zgłoszona przez co najmniej 100 tysięcy obywateli, mających prawo wybierania do Sejmu. Zgłoszenia takiego dokonywał formalnie popierający go komitet wyborczy, który powstawał po pisemnym wyrażeniu zgody przez zainteresowanego. Komitet wyborczy mogło utworzyć minimum 15 osób. Po zebraniu co najmniej tysiąca podpisów popierających obywateli komitet wyborczy mógł zostać zgłoszony Państwowej Komisji Wyborczej do zarejestrowania.

### Komitety wyborcze
Pierwszym etapem przy zgłaszaniu kandydatów na prezydenta jest utworzenie i zarejestrowanie komitetów wyborczych poszczególnych kandydatów. W wymaganym terminie, do 16 marca 2020, do Państwowej Komisji Wyborczej wpłynęły zawiadomienia o utworzeniu od 40 komitetów wyborczych. Państwowa Komisja Wyborcza przyjęła 35 z tych zawiadomień, pozostałe zaś odrzuciła. Zarejestrowano komitety wyborcze następujących kandydatów na Prezydenta Rzeczypospolitej Polskiej:

- Zbigniew Adamczyk – działacz Związku Słowiańskiego
- Piotr Bakun – ekonomista, menedżer, prezes spółdzielni mieszkaniowej, dawniej świecki kaznodzieja Kościoła metodystów
- Adam Bednarczyk – działacz Organizacji Narodu Polskiego – Ligi Polskiej
- Robert Biedroń – eurodeputowany i prezes Wiosny, kandydat koalicji Lewica, były prezydent Słupska
- Krzysztof Bosak – poseł Konfederacji Wolność i Niepodległość, wiceprezes Ruchu Narodowego
- Marcin Bugajski – politolog, karateka, działacz antysystemowy
- Roland Dubowski – prezes Stowarzyszenia Spadkobierców Polskich Kombatantów II Wojny Światowej i szef towarzystwa Braterstwo Słowian
- Andrzej Duda – urzędujący prezydent
- Sławomir Grzywa – prezes Samych Swoich
- Szymon Hołownia – dziennikarz, działacz społeczny
- Marek Jakubiak – przedsiębiorca, lider Federacji dla Rzeczypospolitej, były poseł
- Małgorzata Kidawa-Błońska – wicemarszałek Sejmu z klubu parlamentarnego Koalicji Obywatelskiej, działaczka Platformy Obywatelskiej, była marszałek Sejmu
- Władysław Kosiniak-Kamysz – poseł i przewodniczący klubu parlamentarnego Koalicji Polskiej, prezes Polskiego Stronnictwa Ludowego, były minister
- Wiesław Lewicki – prezes Normalnego Kraju
- Dariusz Łaska – działacz społeczny
- Łukasz Malczyk – przedsiębiorca, prezes organizacji Unia Polskich Przedsiębiorców
- Wojciech Mateńka – działacz Polski Patriotycznej
- Marek Olszewski – działacz stowarzyszenia Ruch Odbudowy Polski
- Mirosław Piotrowski – prezes Ruchu Prawdziwa Europa, były eurodeputowany
- Andrzej Dariusz Placzyński – przedsiębiorca
- Wojciech Podjacki – przewodniczący Ligi Obrony Suwerenności
- Jan Zbigniew Potocki – prezes II Rzeczpospolitej Polskiej, samozwańczy prezydent
- Kajetan Pyrzyński – przedsiębiorca i pisarz, konsul honorowy Peru, związany z Akcją Zawiedzionych Emerytów Rencistów
- Leszek Samborski – prezes Odpowiedzialności, były poseł
- Grzegorz Sowa – przedsiębiorca znany z sądowych batalii z ZUS, związany z ruchem 1Polska.pl
- Romuald Starosielec – przewodniczący Rady Krajowej Jedności Narodu
- Paweł Świtoń – przedsiębiorca, działacz antysystemowy
- Paweł Tanajno – przedsiębiorca, propagator demokracji bezpośredniej
- Krzysztof Urbanowicz – przedsiębiorca
- Andrzej Voigt – ekonomista, działacz sportowy, były członek władz KLD i ChDRP oraz m.in. pracownik ministerstw
- Jerzy Walkowiak – współpracujący z lokalnymi działaczami Prawa i Sprawiedliwości
- Zbigniew Wesołowski – stoczniowiec, pedagog, prezes Światowego Ruchu Polaków i Polonii, związany z Piast-JMEN
- Waldemar Witkowski – przewodniczący Unii Pracy, były wicewojewoda wielkopolski
- Piotr Wroński – rzecznik Alternatywy Społecznej, pułkownik Agencji Wywiadu
- Stanisław Żółtek – prezes Kongresu Nowej Prawicy i PolExit-u, były eurodeputowany

### Kandydaci
Kolejnym etapem było zarejestrowanie kandydatów na Prezydenta Rzeczypospolitej Polskiej, czego dokonała Państwowa Komisja Wyborcza wobec komitetów, które do dnia 26 marca 2020 dostarczyły podpisy 100 000 osób popierających daną kandydaturę. Zarejestrowano 10 kandydatów na prezydenta Rzeczypospolitej Polskiej:
| Oficjalni kandydaci | Oficjalni kandydaci              | Oficjalni kandydaci               | Oficjalni kandydaci                 | Oficjalni kandydaci                                 | Oficjalni kandydaci | Oficjalni kandydaci                                                                                   |
| Zdjęcie             | Imię i nazwisko                  | Data i miejsce urodzenia          | Wykształcenie                       | Przynależność partyjna                              | Partie udzielające poparcia (łącznie z macierzystymi)                                                                                               | Hasła wyborcze                                                                                        |
| ------------------- | -------------------------------- | --------------------------------- | ----------------------------------- | --------------------------------------------------- | --- | --- |
|                     | Robert Biedroń                   | 13 kwietnia 1976 (44) Rymanów     | wyższe politologiczne (mgr)         | Wiosna Roberta Biedronia                            | - Wiosna Roberta Biedronia - Sojusz Lewicy Demokratycznej - Lewica Razem - Polska Partia Socjalistyczna                                             | Nic o was bez was; Bezpieczna Polska w Zjednoczonej Europie                                           |
|                     | Krzysztof Bosak                  | 13 czerwca 1982 (37) Zielona Góra | średnie                             | Konfederacja Wolność i Niepodległość, Ruch Narodowy | - Konfederacja Wolność i Niepodległość - KORWiN: Koalicja Odnowy Rzeczypospolitej Wolność i Nadzieja - Ruch Narodowy - Konfederacja Korony Polskiej | Naprzód Polsko!                                                                                       |
|                     | Andrzej Sebastian Duda           | 16 maja 1972 (47) Kraków          | wyższe prawnicze (dr)               | bezpartyjny                                         | - Prawo i Sprawiedliwość - Porozumienie Jarosława Gowina - Solidarna Polska                                                                         | Prezydent polskich spraw; Niech żyje Polska!                                                          |
|                     | Szymon Franciszek Hołownia       | 3 września 1976 (43) Białystok    | średnie                             | bezpartyjny                                         | | Głową i sercem; Pokolenie, nie kadencja; Prezydent różnych Polaków; Kościół i władza na swoje miejsce |
|                     | Marek Jakubiak                   | 30 kwietnia 1959 (61) Warszawa    | średnie                             | Federacja dla Rzeczypospolitej                      | - Federacja dla Rzeczypospolitej | |
|                     | Małgorzata Maria Kidawa-Błońska  | 5 maja 1957 (63) Warszawa         | wyższe socjologiczne (mgr)          | Platforma Obywatelska Rzeczypospolitej Polskiej     | - Platforma Obywatelska Rzeczypospolitej Polskiej - Nowoczesna - Inicjatywa Polska - Partia Zieloni                                                 | Prawdziwa Prezydent – pewna przyszłość                                                                |
|                     | Władysław Marcin Kosiniak-Kamysz | 10 sierpnia 1981 (38) Kraków      | wyższe medyczne (dr)                | Polskie Stronnictwo Ludowe                          | - Polskie Stronnictwo Ludowe - Unia Europejskich Demokratów - Ślonzoki Razem                                                                        | Polska wspólna sprawa; Nadzieja dla Polski                                                            |
|                     | Mirosław Mariusz Piotrowski      | 9 stycznia 1966 (54) Zielona Góra | wyższe historyczne (dr hab.)        | Ruch Prawdziwa Europa – Europa Christi              | - Ruch Prawdziwa Europa – Europa Christi | Nowoczesny konserwatyzm; Prezydent bezpiecznego jutra                                                 |
|                     | Paweł Jan Tanajno                | 17 grudnia 1975 (44) Warszawa     | wyższe w zakresie zarządzania (mgr) | bezpartyjny                                         | - Demokracja Bezpośrednia | Nowy prezydent                                                                                        |
|                     | Stanisław Józef Żółtek           | 7 maja 1956 (64) Kraków           | średnie                             | Kongres Nowej Prawicy, PolExit                      | - Kongres Nowej Prawicy - PolExit | |

## Debaty
- 22 kwietnia 2020 – debata klimatyczna transmitowana na żywo przez Internet (organizator: Kantar Polska i Global Compact Network Poland, transmisja Onet.pl; prowadzący: Mikołaj Kunica, Łukasz Kijek, Paweł Balinowski)[c][76]
- 1 maja 2020 – debata transmitowana na żywo przez Internet (Newsweek Polska, transmisja Onet.pl; prowadzący: Tomasz Lis, redaktor naczelny)[c][77]
- 6 maja 2020 – debata telewizyjna przed planowaną pierwszą turą głosowania (TVP1; prowadzący: Michał Adamczyk – TVP)[78]

## Sondaże
Wszystkie dane wyrażono w procentach.

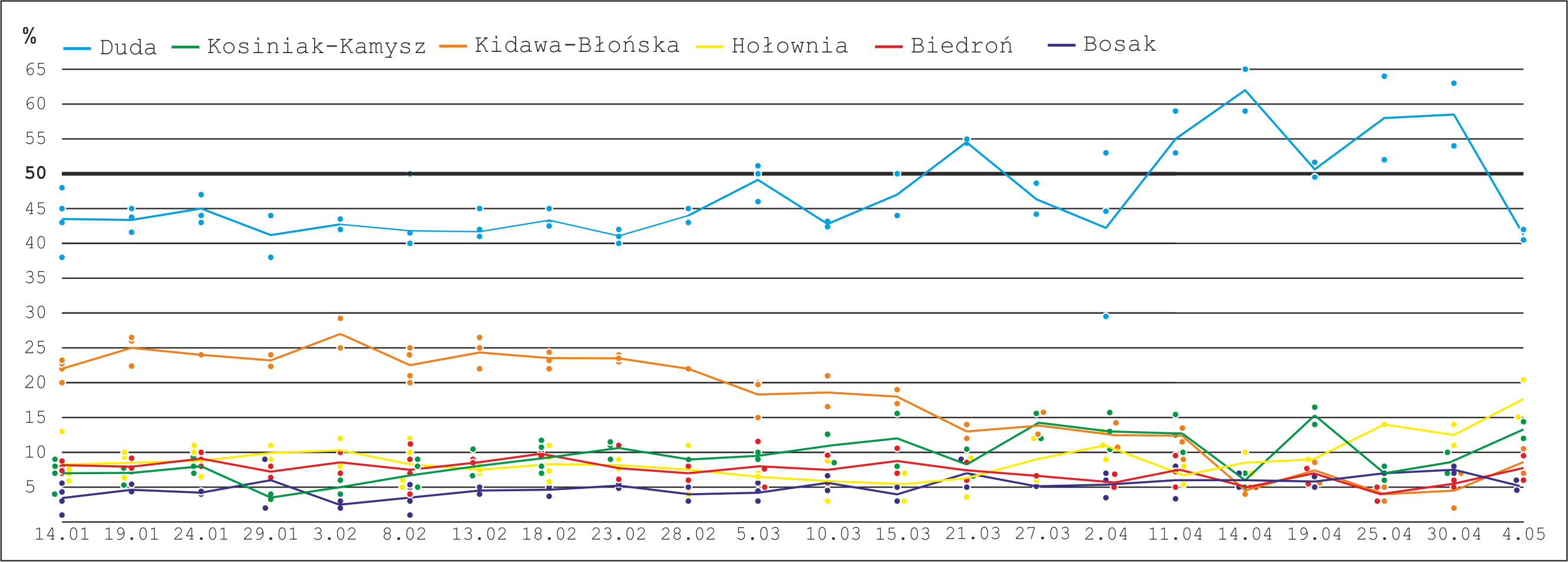
Wykres sondaży

Kolorem pomarańczowym zaznaczono moment wprowadzenia na terenie Polski stanu zagrożenia epidemicznego (14 marca), a czerwonym stanu epidemii (20 marca). Wyniki sondażowe w czasie epidemii zmieniły się ze względu na zdecydowany spadek deklarowanej frekwencji przy fakcie, iż jedynie Prawo i Sprawiedliwość opowiadało się za przeprowadzeniem głosowania w przewidzianym terminie, podczas gdy ugrupowania i kandydaci opozycyjni (a także część koalicyjnego wobec PiS Porozumienia, w tym jego prezes) opowiadała się za zmianą terminu głosowania, a Koalicja Obywatelska (a także byli premierzy zasiadający w Europarlamencie z ramienia SLD/Lewicy) dodatkowo wzywała do bojkotu głosowania, jeśli miałoby odbyć się w terminie majowym.
| Data        | Ośrodek badawczy  |                       |                        |                         |                          |                 |                | Inni (razem) | Niezdecydowani (/odmowa odpowiedzi) |
| ----------- | ----------------- | --------------------- | ---------------------- | ----------------------- | ------------------------ | --------------- | -------------- | ------------ | ----------------------------------- |
| Data        | Ośrodek badawczy  |                       |                        |                         |                          |                 |                | Inni (razem) | Niezdecydowani (/odmowa odpowiedzi) |
| Data        | Ośrodek badawczy  | Duda bezp. (obóz PiS) | Kidawa-Błońska PO (KO) | Biedroń Wiosna (Lewica) | Kosiniak-Kamysz PSL (KP) | Bosak RN (KWiN) | Hołownia bezp. | Inni (razem) | Niezdecydowani (/odmowa odpowiedzi) |
| 12–14.05    | Social Changes    | 49                    | 5                      | 4                       | 12                       | 7               | 22             | 1            | –                                   |
| 8–9.05      | IBRiS             | 45,0                  | 4,5                    | 2,6                     | 16,6                     | 9,0             | 19,2           | 0,0          | 3,1                                 |
| 6–7.05      | Social Changes    | 64                    | 2                      | 3                       | 7                        | 7               | 13             | 4            | –                                   |
| 30.04–4.05  | Pollster          | 40,5                  | 10,4                   | 9,5                     | 14,3                     | 4,6             | 20,3           | –            | –                                   |
| 27–29.04    | IPSOS             | 63                    | 2                      | 5                       | 7                        | 7               | 11             | –            | 5                                   |
| 27.04       | IBRiS             | 49,7                  | 6,7                    | 6,4                     | 14,1                     | 5,0             | 9,2            | –            | 8,9                                 |
| 23–27.04    | CBOS              | 52                    | 5                      | 5                       | 6                        | 7               | 14             | 1            | 10                                  |
| 23–24.04    | Estymator         | 51,7                  | 8,4                    | 7,7                     | 16,6                     | 6,4             | 8,8            | 0,4          | –                                   |
| 17–20.04    | Social Changes    | 65                    | 5                      | 5                       | 5                        | 7               | 10             | 2            | –                                   |
| 16–17.04    | Kantar            | 59                    | 4                      | 5                       | 7                        | 5               | 7              | 3            | 11                                  |
| 10–13.04    | Social Changes    | 59                    | 9                      | 5                       | 10                       | 8               | 8              | 1            | –                                   |
| 8–9.04      | Estymator         | 53,1                  | 13,4                   | 9,4                     | 15,6                     | 3,3             | 4,9            | 0,3          | –                                   |
| 7.04        | IBRiS             | 52,9                  | 11,4                   | 7,3                     | 12,6                     | 3,2             | 5,5            | –            | 7,1                                 |
| 6–7.04      | Pollster          | 44,53                 | 14,23                  | 6,70                    | 15,25                    | 6,21            | 13,08          | –            | –                                   |
| 3–7.04      | Maison & Partners | 29,5                  | 10,5                   | 7,1                     | 10,6                     | 3,4             | 11,2           | –            | 27,9                                |
| 3–6.04      | Social Changes    | 53                    | 11                     | 5                       | 13                       | 7               | 9              | 2            | –                                   |
| 3–4.04      | IBRiS             | 47,6                  | 12,4                   | 6,7                     | 12,0                     | 5,4             | 6,0            | –            | 9,9                                 |
| 31.03–2.04  | IBSP              | 44,29                 | 15,77                  | 6,24                    | 15,87                    | 5,24            | 12,30          | 0,29         | –                                   |
| 27–30.03    | Social Changes    | 55                    | 14                     | 6                       | 10                       | 5               | 9              | 1            | –                                   |
| 27–28.03 () | IBRiS             | 40,4 (54,6)           | 23,5 (12,1)            | 5,9 (8,7)               | 11,0 (6,4)               | 5,6 (9,2)       | 7,8 (3,7)      | –            | 5,9 (5,3)                           |
| 25–26.03    | Estymator         | 49,8                  | 17,1                   | 10,8                    | 15,4                     | 3,1             | 2,9            | 0,9          | –                                   |
| 23–24.03 () | Kantar            | 44 (65)               | 19 (10)                | 7 (5)                   | 8 (4)                    | 5 (6)           | 7 (4)          | –            | 10 (6)                              |
| 20.03       | United Survey     | 42,7                  | 16,6                   | 5,7                     | 8,7                      | 6,6             | 2,9            | –            | 16,7                                |
| 17–18.03    | Pollster          | 43,19                 | 21,13                  | 9,54                    | 12,96                    | 4,44            | 8,74           | –            | –                                   |
| 5–15.03     | CBOS              | 50                    | 15                     | 5                       | 9                        | 3               | 6              | 0            | 10                                  |
| 12–13.03    | Estymator         | 46,4                  | 20,4                   | 11,4                    | 10,1                     | 4,6             | 6,9            | 0,2          | –                                   |
| 10–13.03    | IBSP              | 51,36                 | 19,79                  | 7,59                    | 8,98                     | 5,51            | 6,62           | 0,15         | –                                   |
| 6–11.03     | Kantar            | 43                    | 22                     | 6                       | 9                        | 3               | 4              | –            | 13                                  |
| 6–10.03     | Social Changes    | 45                    | 22                     | 8                       | 9                        | 5               | 11             | –            | –                                   |
| 2.03        | IBRiS             | 40,4                  | 23,5                   | 5,9                     | 11,0                     | 5,6             | 7,8            | –            | 5,9                                 |
| 2.03        | IBRiS             | 41,2                  | 23,1                   | 6,1                     | 11,4                     | 4,8             | 7,6            | –            | 5,9                                 |
| 28.02–2.03  | Social Changes    | 42                    | 24                     | 11                      | 9                        | 5               | 9              | –            | –                                   |
| 27–28.02    | Estymator         | 44,8                  | 24,4                   | 9,7                     | 10,4                     | 4,9             | 5,7            | 0,1          | –                                   |
| 26–28.02    | Indicator         | 42,9                  | 23,3                   | 9,3                     | 8,1                      | 3,7             | 7,2            | 1,2          | 4,3                                 |
| 24–26.02    | Pollster          | 42,44                 | 22,14                  | 9,45                    | 11,71                    | 4,92            | 9,34           | –            | –                                   |
| 22.02       | United Survey     | 41,9                  | 22,2                   | 8,2                     | 10,4                     | 4,1             | 7,4            | –            | 5,8                                 |
| 21–24.02    | Social Changes    | 43                    | 24                     | 10                      | 7                        | 5               | 11             | –            | –                                   |
| 20–22.02    | IPSOS             | 41                    | 25                     | 9                       | 7                        | 5               | 7              | –            | 6                                   |
| 18–20.02    | IBSP              | 45,16                 | 26,42                  | 8,78                    | 6,56                     | 4,44            | 8,06           | 0,58         | –                                   |
| 14–18.02    | Social Changes    | 40                    | 25                     | 9                       | 9                        | 5               | 12             | –            | –                                   |
| 10–14.02    | PPG               | 41,34                 | 24,02                  | 11,21                   | 8,11                     | 5,31            | 10,01          | –            | –                                   |
| 7–12.02     | Kantar            | 40                    | 21                     | 7                       | 5                        | 3               | 6              | 1            | 17                                  |
| 7–8.02      | IBRiS             | 43,7                  | 29,2                   | 6,9                     | 4,0                      | 3,8             | 8,1            | –            | 4,3                                 |
| 6–16.02     | CBOS              | 50                    | 20                     | 4                       | 5                        | 1               | 5              | 2            | 12                                  |
| 1–4.02      | Social Changes    | 42                    | 25                     | 10                      | 6                        | 3               | 12             | 2            | –                                   |
| 29–30.01    | Kantar            | 44                    | 24                     | 8                       | 4                        | 3               | 9              | 1            | 7                                   |
| 24–28.01    | Maison & Partners | 38,3                  | 22,3                   | 6,3                     | 3,2                      | 9,0             | 10,9           | –            | 10,0                                |
| 23–24.01    | Estymator         | 47,1                  | 24,1                   | 8,9                     | 9,3                      | 4,6             | 5,6            | 0,4          | –                                   |
| 17–21.01    | Social Changes    | 43                    | 24                     | 10                      | 7                        | 4               | 10             | 2            | –                                   |
| 17–21.01    | Social Changes    | 44                    | 24                     | 8                       | 8                        | 4               | 11             | –            | –                                   |
| 14–16.01    | IBSP              | 43,73                 | 26,61                  | 7,26                    | 7,77                     | 5,07            | 9,56           | –            | –                                   |
| 14–16.01    | Pollster          | 44,96                 | 23,11                  | 9,09                    | 7,86                     | 5,12            | 9,86           | –            | –                                   |
| 11–12.01    | IBRiS             | 41,7                  | 26,3                   | 7,7                     | 5,2                      | 4,6             | 6,3            | –            | 8,2                                 |
| 10–14.01    | Social Changes    | 45                    | 22                     | 9                       | 8                        | 3               | 13             | –            | –                                   |
| 10–11.01    | United Survey     | 43,0                  | 23,3                   | 7,3                     | 7,0                      | 5,3             | 6,7            | –            | 7,4                                 |
| 9–15.01     | Kantar            | 38                    | 20                     | 7                       | 4                        | 1               | 6              | 2            | 22                                  |
| 9–10.01     | Estymator         | 47,7                  | 22,7                   | 8,8                     | 9,0                      | 4,3             | 6,9            | 0,6          | –                                   |

## Wyniki kontroli NIK
Kontrolerzy Najwyższej Izby Kontroli ujawnili liczne nieprawidłowości przy organizacji wyborów. NIK skierowała do prokuratury zarzuty o możliwości popełnienia przestępstwa przez premiera Mateusza Morawieckiego, szefa jego kancelarii – ministra Michała Dworczyka, wicepremiera i ministra aktywów państwowych Jacka Sasina oraz ministra spraw wewnętrznych i administracji Mariusza Kamińskiego, a także zarządów Polskiej Wytwórni Papierów Wartościowych S.A oraz Poczty Polskiej S.A. za działanie na szkodę spółek przy przygotowaniach do przeprowadzenia wyborów. Prokuratura odmówiła wszczęcia postępowań karnych, co zostało zaskarżone przez NIK do sądu. W kwietniu 2022 sąd wydał postanowienie nakazujące prokuraturze wszczęcie śledztwa w przypadku Poczty, natomiast w przypadku PWPW S.A. prawomocnie oddalił zażalenie Izby jako bezzasadne, uznając, że zarząd Wytwórni nie naruszył prawa.